# Singapura (Semidang Aji)
Singapura is een bestuurslaag in het regentschap Ogan Komering Ulu van de provincie Zuid-Sumatra, Indonesië. Singapura telt 824 inwoners (volkstelling 2010).